# Выше-Таловка
Выше-Таловка — село в Кизлярском районе Дагестана. Входит в состав сельского поселения «Сельсовет «Малоарешевский»».

## География
Населённый пункт расположен на правом берегу реки Таловка (бывший рукав реки Терек), напротив аула Вышеталовский, в 6 км к северо-западу от центра сельского поселения — Малая Арешевка и в 31 км к северо-востоку от города Кизляр.

## Население
| 1926 | 1970 | 1989 | 2002 | 2010 | 2021 |
| ---- | ---- | ---- | ---- | ---- | ---- |
| 302  | ↗807 | ↘654 | ↗661 | ↗784 | ↗908 |

Национальный состав
По данным Всесоюзной переписи населения 1926 года:
| № | Национальность | Численность, чел. | Доля  |
| - | -------------- | ----------------- | ----- |
| 1 | русские        | 302               | 100 % |

По данным Всероссийской переписи населения 2010 года:
| № | Национальность        | Численность, чел. | Доля   |
| - | --------------------- | ----------------- | ------ |
| 1 | аварцы (вкл. дидойцы) | 581               | 74,1 % |
| 2 | даргинцы              | 169               | 21,6 % |
| 3 | русские               | 18                | 2,3 %  |
| 4 | другие                | 16                | 2,0 %  |

По данным Всероссийской переписи населения 2010 года, в селе проживало 784 человека (383 мужчины и 401 женщина).
Бывшее русское село. С середины 1950-х годов в село усилился приток жителей горных районов республики, в основном аварцев из Цунтинского района.